# گربه چکمه‌پوش
گربهٔ چکمه‌پوش (به انگلیسی: Puss in Boots؛ به ایتالیایی: Il gatto con gli stivali؛ به فرانسوی: Le Maître chat ou le Chat botté) یک افسانه ادبی قدیمی ایتالیایی و بعدها اروپایی است در مورد یک گربه انسان‌نما که نادار و از طبقه پایین است و با فریبکاری و حیله‌گری با شاهزاده خانمی ازدواج می‌کند تا قدرت، ثروت و کمک او را بدست آورد.

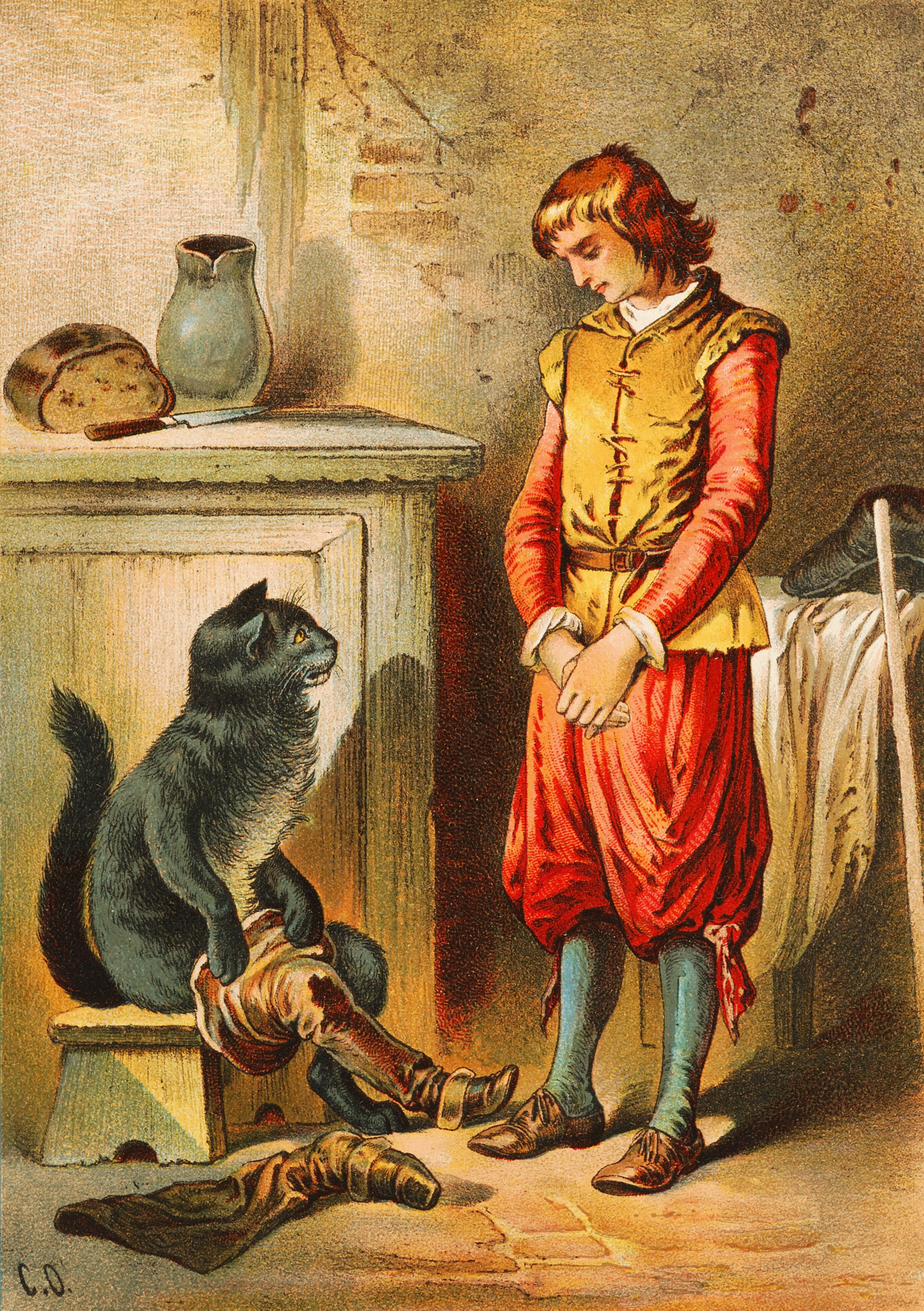
گربه و رییسش اثر Carl Offterdinger

## نسخه‌های ابتدایی
قدیمی‌ترین نسخهٔ مکتوب این داستان با عنوان کاستانتینو خوش‌شانس توسط نویسنده ایتالیایی جیوانی فرانچسکو استراپارولا در مجموعه «شب‌های دلپذیر استراپارولا» بین سال‌های ۱۵۵۰ تا ۱۵۵۳ منتشر شد. در این نسخه، گربه درواقع پری‌ای در لباس گربه است که به پسری فقیر از بوهِمیا کمک می‌کند تا با فریب دادن یک پادشاه، اربابان و مردم، با شاهزاده‌خانم ازدواج کند.
نسخه‌ای دیگر در سال ۱۶۳۴ توسط جیامباتیستا باسیل با عنوان کالیوسو منتشر شد. اما معروف‌ترین و پرنفوذترین نسخه از این افسانه توسط نویسنده فرانسوی شارل پرو در سال ۱۶۹۷ نوشته شد. این نسخه الگویی شد برای اکثر روایت‌های بعدی شفاهی و مکتوب در سراسر اروپا.

## داستان کامل
داستان دربارهٔ پسری فقیر است که پس از مرگ پدرش، تنها وارثش یک گربه است. برادرانش آسیاب و الاغ را به ارث می‌برند. ابتدا پسر از این ارث ناامید می‌شود، اما گربه به او می‌گوید که اگر یک جفت چکمه برایش تهیه کند، می‌تواند او را ثروتمند کند.
پسر که چاره‌ای ندارد، چکمه تهیه می‌کند. گربه چکمه‌پوش با حیله و زیرکی شکارهایی مانند خرگوش و کبک را برای پادشاه می‌برد و خود را نمایندهٔ «مارکی دِ کاراباس» معرفی می‌کند. او هر بار هدیه را از طرف این مارکی خیالی تقدیم می‌کند و پادشاه کم‌کم تحت تأثیر قرار می‌گیرد.
روزی گربه می‌فهمد که پادشاه و دخترش قرار است با کالسکه از کنار رودخانه عبور کنند. او به اربابش می‌گوید در آب برود و تظاهر کند که دارد غرق می‌شود. پادشاه می‌رسد و گربه فریاد می‌زند که «مارکی دِ کاراباس» غرق شده و دزدها لباسش را برده‌اند. پادشاه دستور می‌دهد تا او را نجات دهند و به او لباس‌های اشرافی بدهند.
سپس گربه جلوتر از کالسکه حرکت می‌کند و به کشاورزان و دروگران در مزرعه‌ها می‌گوید اگر بپرسند این زمین‌ها متعلق به چه کسی است، باید بگویند «مارکی دِ کاراباس». در غیر این صورت با عواقب بدی روبرو خواهند شد. پادشاه از پنجره کالسکه هر چه می‌بیند، کشاورزانی هستند که می‌گویند این زمین‌ها متعلق به مارکی است.
در ادامه، گربه به قلعهٔ یک غول ثروتمند و جادوگر می‌رسد و با او وارد گفتگو می‌شود. از او می‌پرسد که آیا واقعاً می‌تواند به حیوانات مختلف تبدیل شود؟ غول برای اثبات قدرتش، خود را به شیر تبدیل می‌کند و گربه وحشت‌زده می‌شود. سپس با زیرکی از غول می‌خواهد که اگر ممکن است، به یک موش کوچک هم تبدیل شود. وقتی غول به موش تبدیل می‌شود، گربه او را می‌بلعد و قلعه را تصاحب می‌کند.
وقتی کالسکهٔ پادشاه به قلعه می‌رسد، گربه قلعه را به عنوان منزل «مارکی دِ کاراباس» معرفی می‌کند. پادشاه از ثروت و قدرت ظاهری مارکی تحت تأثیر قرار می‌گیرد و دخترش را به عقد او درمی‌آورد. ارباب فقیر، اکنون یک اشراف‌زاده شده و زندگی مرفهی دارد. و گربه نیز در کنار او با احترام زندگی می‌کند.

## تحلیل
این داستان در دستهٔ افسانه‌های نوع ATU 545B قرار می‌گیرد که به نام «گربه چکمه‌پوش» شناخته می‌شود. در برخی فرهنگ‌ها، به جای گربه از روباه، سگ، میمون، خروس یا دیگر حیوانات باهوش استفاده شده است. در داستان‌های آسیای میانه و جنوب آسیا، معمولاً روباه یا شغال جای گربه را می‌گیرد.
در فرهنگ‌هایی چون فیلیپین، نسخه‌هایی وجود دارد که در آن میمون به جای گربه ایفای نقش می‌کند. همچنین در مناطقی از اروپای شرقی، به‌ویژه در کشورهای بالکان و قفقاز، روباه حیوان یاری‌دهنده است.

## در فرهنگ عامه
گربه چکمه‌پوش در آثار مختلفی از جمله نمایش‌های پانتومیم بریتانیایی، انیمیشن‌ها، فیلم‌ها و بازی‌های رایانه‌ای ظاهر شده است. از معروف‌ترین آن‌ها می‌توان به حضور این شخصیت در سری فیلم‌های شرک و فیلم مستقل گربه چکمه‌پوش (فیلم ۲۰۱۱) و گربه چکمه‌پوش: آخرین آرزو اشاره کرد.